# Аврамов, Иван Иванович
Иван Иванович Аврамов (в других источниках — Абрамов; 6 октября 1915, с. Слобода, Усть-Сысольский уезд — 10 мая 1985, Сыктывкар) — советский, коми театральный актёр, режиссёр. Народный артист СССР (1976). Один из ведущих актёров Коми АССР середины XX века.

## Биография
Иван Аврамов родился 23 сентября (6 октября) 1915 года в селе Слобода (ныне Эжвинский район Сыктывкара, Республика Коми) в семье псаломщика Никольской церкви.
С 1932 года — в труппе Коми инструктивно-передвижного показательного театра (ныне Государственный академический театр драмы имени В. Савина в Сыктывкаре).
В 1933 году учился в Московском театральном техникуме им. Н. Крупской, в 1934—1936 — в Ленинградском техникуме сценических искусств (ныне Российский государственный институт сценических искусств).
В 1936—1938 годах — актёр Государственного театра драмы Коми АССР в Сыктывкаре. В 1938—1939 годах — художественный руководитель колхозно-совхозного театра (с. Объячево).
В 1939 году был призван в Красную армию и в течение шести лет служил на Дальнем Востоке, участвовал в боях с Японией. 
С 1945 года — актёр, режиссёр (в 1961—1982 годах — главный режиссёр) Государственного театра драмы Коми АССР в Сыктывкаре (с 1978 — имени В. Савина). Поставил свыше 60 спектаклей.
В 1960—1961 годах учился на Высших режиссёрских курсах при ГИТИСе в Москве.
В 1961—1985 годах — председатель правления Коми отделения Всероссийского театрального общества.
Член КПСС с 1944 года.
Скончался 10 мая 1985 года в Сыктывкаре. Похоронен на Центральном кладбище.

## Награды и звания
- Заслуженный артист Коми АССР (1947)
- Народный артист Коми АССР (1951)
- Заслуженный артист РСФСР (1958)
- Народный артист РСФСР (1961)
- Народный артист СССР (1976)
- Государственная премия Коми АССР имени В. Савина (1970) — за создание образа В. Ленина в спектаклях Государственного театра драмы Коми АССР «Вечный источник» Д. Зорина и «Между линиями» А. Штейна (1969-1970 гг.)
- Орден Отечественной войны 2-й степени (1985)
- Орден Трудового Красного Знамени
- Медали.

## Театральные работы

### Актёр
- 1932 — «Ярость» Е. Г. Яновского — Глоба
- 1936 — «Егор Булычов и другие» М. Горького — Звонцов
- 1937 — «Чужой ребёнок» В. В. Шкваркина — Яша
- 1945 — «Отелло» У. Шекспира — Яго
- «Коварство и любовь» Ф. Шиллера — Фердинанд
- «Лес» А. Н. Островского — Пётр
- «Чудесный сплав» В. М. Киршона — Гоша
- «Чапаев» А. Н. Фурмановой и С. Лунина, по одноимённому роману Д. А. Фурманова — Фурманов
- «Гроза» А. Н. Островского — Тихон
- «Женитьба Бальзаминова» А. Н. Островского — Бальзаминов
- «В предгорьях Тимана» Г. А. Фёдорова, в переводе А. Г. Глебова «В тайге» — Донцов
- «Свадьба с приданым» Н. М. Дьяконова, в переводе А. Г. Глебова «Свадьба» — Максим Орлов
- «Украденное счастье» И. Я. Франко — Микола Задорожный
- «Таня» А. Н. Арбузова — Герман
- «Третья патетическая» Н. Ф. Погодина — Ленин
- «Кремлёвские куранты» Н. Ф. Погодина — Забелин
- «Идиот» по Ф. М. Достоевскому — Князь Мышкин
- «На дне» М. Горького — Бубнов
- «Василиса Мелентьева» А. Н. Островского и С. А. Гедеонова — Иван Грозный
- «Самый последний день» по Б. Л. Васильеву — Ковалёв
- «Протокол одного заседания» А. И. Гельмана — Потапов
- «Порт-Артур» И. Ф. Попова и А. Н. Степанова — Борейко
- «Горькая судьбина» А. Ф. Писемского — Ананий
- «Миллион за улыбку» А. В. Софронова — Карташов
- «Вечный источник» Д. И. Зорина — Ленин
- «Между ливнями» А. П. Штейна — Ленин
- «Сельские вечера» В. Д. Леканова — Прокопий
- «Это было в Сыктывкаре» И. И. Потолицына — Фролов[3].

### Режиссёр
- 1954 — «Сельские вечера» В. Д. Леканова (совместно с Е. Д. Калинским)
- 1958 — «Свидания у черёмухи» А. К. Ларева
- 1969 — «Ухабы жизни» В. Д. Леканова
- 1970 — «Печорская быль» М. Калинина
- 1971 — «Две зимы и три лета» Ф. А. Абрамова и В. С. Токаревой
- 1974 — «Кто тогда остался жив» Г. А. Юшкова
- 1975 — «Горячее сердце» А. Н. Островского
- 1977 — «Волк тундры» Г. Д. Горчакова
- 1979 — «Гнездо глухаря» В. С. Розова
- «Макар Васька — сиктса зон» Г. А. Юшкова
- «Клин клином» В. Д. Леканова
- «Волки и овцы» (в переводе на коми язык) А. Н. Островского
- «Ричард III» У. Шекспира (совместно с В. Себекиным)
- «Поднятая целина» по М. А. Шолохова
- «Не тревожься, мама!» по Н. В. Думбадзе
- «Самая счастливая» Э. Я. Володарского
- «Мы, нижеподписавшиеся» А. И. Гельмана.

## Память
- Указом Главы Республики Коми от 20 июня 2001 года № 257 учреждена премия имени народного артиста СССР И. И. Аврамова в области театрального искусства[4].